# Kongói lile
A kongói lile (Charadrius forbesi) a madarak osztályának lilealakúak (Charadriiformes) rendjébe, ezen belül a lilefélék (Charadriidae) családjába tartozó faj.

## Rendszerezése
A fajt George Ernest Shelley angol ornitológus írta le 1883-ban, az AEgialitis nembe AEgialitis forbesi néven. Egyes szervezetek a Thinornis nembe sorolják Thinornis forbesi néven. Tudományos faji nevét William Alexander Forbes brit zoológus tiszteletére kapta.

## Előfordulása
Afrika nyugati és középső részén, Angola, Benin, Bissau-Guinea, Burkina Faso, Burundi, Csád, Dél-Szudán, Elefántcsontpart, Egyenlítői-Guinea, Gabon, Gambia, Ghána, Guinea, Libéria, Kamerun, a Kongói Köztársaság, a Kongói Demokratikus Köztársaság, a Közép-afrikai Köztársaság, Mali, Niger, Nigéria, Ruanda, Szenegál, Sierra Leone, Szudán, Tanzánia, Togo, Uganda és Zambia területén honos.
Természetes élőhelyei a szubtrópusi vagy trópusi füves puszták és szavannák, sziklás környezetben, tavak, folyók és patakok környékén. Vonuló faj.

## Megjelenése
Testhossza 20 centiméter, testtömege 46-49 gramm.

## Természetvédelmi helyzete
Az elterjedési területe rendkívül nagy, egyedszáma 6700-67000 közötti. A Természetvédelmi Világszövetség Vörös listáján nem fenyegetett fajként szerepel.